# Nudez pública

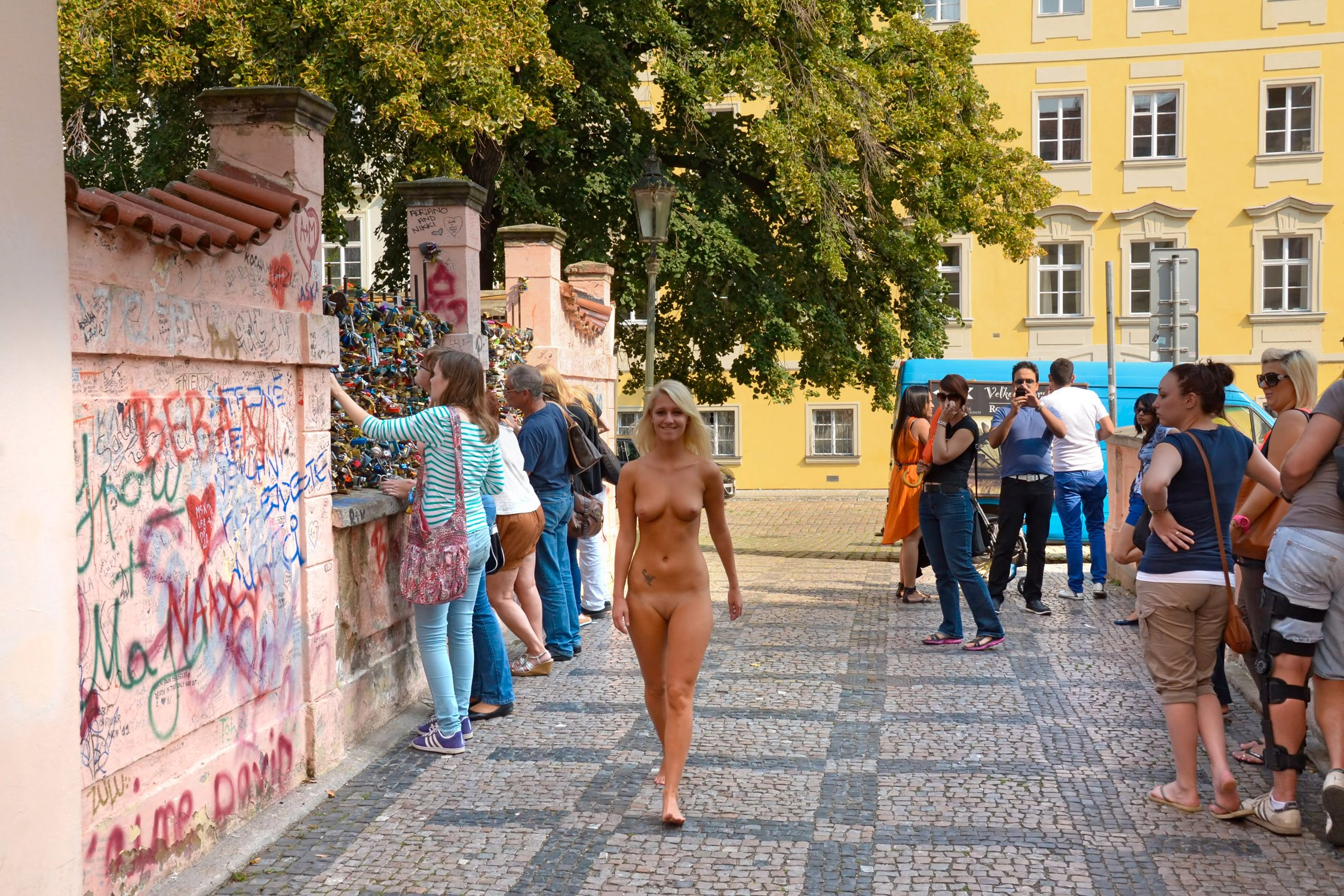
Publicamente nu em Praga

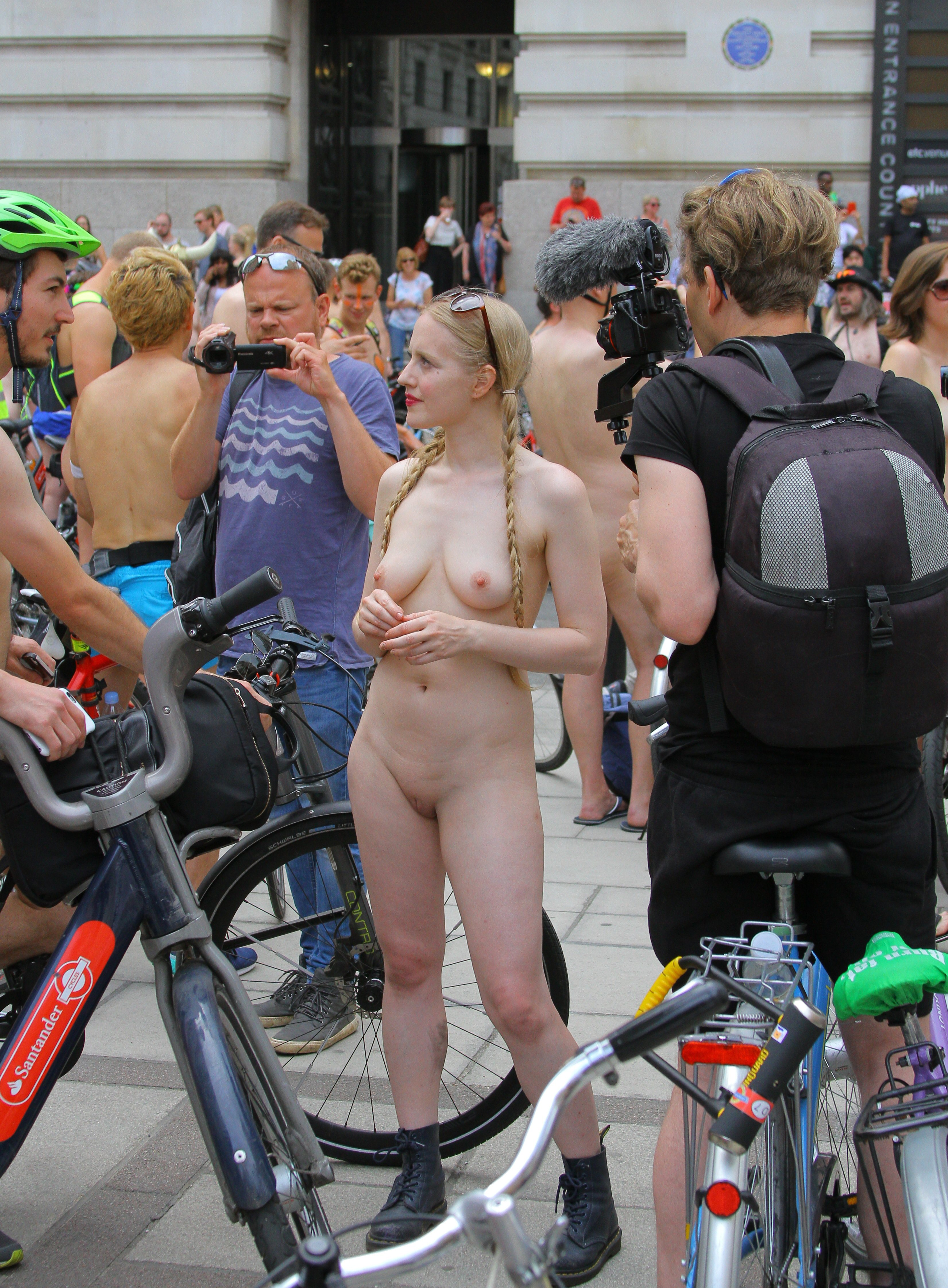
World Naked Bike Ride em Londres, 2018.

Nudez pública ou Nudez em público refere-se à nudez em um espaço público. O naturismo é um movimento que promove a nudez de natureza social, na maioria, mas não em todas as vezes acontece em propriedade privada.